# Tando Allahyar
Tando Allahyar (język urdu ٹنڈو الہ یار) – miasto w Pakistanie, w prowincji Sindh. W 2017 roku liczyło 162 826 mieszkańców.